# 阿苇滩镇
阿苇滩镇，是中华人民共和国新疆维吾尔自治区阿勒泰地区阿勒泰市下辖的一个乡镇级行政单位。

## 地理
阿苇滩镇位于阿勒泰市中部，镇政府驻青格劳村，在城区正南15公里处，牧区散处市境南北，东面是红墩镇，南面是额尔齐斯河，西面是切木尔切克乡，北抵阿克萨拉山。地势北高南低北部是山区，中部盆地是农区，南部河谷是冬牧场。面积915平方公里。它被誉为“阿勒泰南大门”。

## 历史沿革
阿苇滩历史上因生长中药材阿魏得名，后不断传承为“阿苇”。1951年，为三区青格劳乡。1958年3月，改称为阿苇滩乡。1958年12月，与巴里巴盖乡合并成立阿苇滩公社。1968年10月，改称向阳公社。1976年4月，分出巴里巴盖成立县第三牧场，1978年，恢复为阿苇滩公社。1984年，改社为乡。1998年，撤乡建镇。
2014年7月21日，中国住房和城乡建设部、发展和改革委员会、财政部、国土资源部、农业部、民政部、科学技术部将新疆的111个镇列为全国重点镇，阿苇滩镇位列其中。

## 经济
当地农牧业为主，主产小麦、油葵、玉米、牛羊、甜菜等。其附近有玉昆湖（又称阿苇滩湖），是阿勒泰第二大鱼类生产点。1940年当地开始修建阿苇滩大渠，1950年代新疆建设兵团农十师181团修成阿克大渠，其中一部分尾水流入该湖。1970年代，该湖不断扩建形成阿苇滩鱼湖。
阿勒泰雪都机场、阿勒泰站也在阿苇滩镇境内。

## 行政区划
阿苇滩镇下辖以下地区：
库布西村、青格劳村、阔克塔勒村、阿克托别村、阿克库都克村、萨斯克巴斯陶村、江阿塔木村、墩克尔曼村、阿克喀仁村、克孜勒乌英克村、加依勒玛村、阿苇滩村、克孜希力克德村、阿克阔灭依村、阿克阿热勒村、喀拉干德阔拉村、艾达尔塔勒村、库布东村、喀拉铁热克村和毕依克哈巴克村。

## 图库

阿勒泰雪都机场
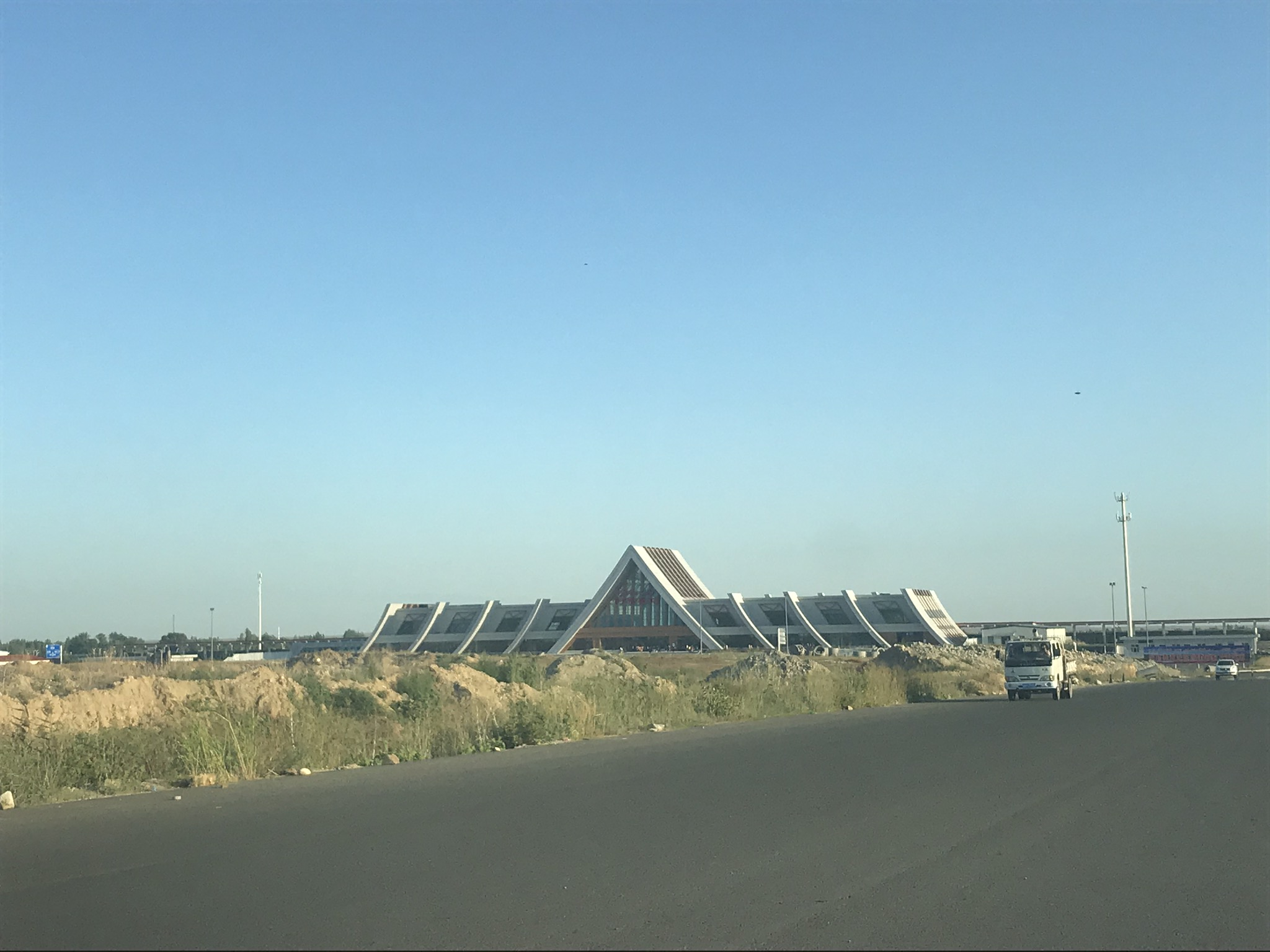
阿勒泰站
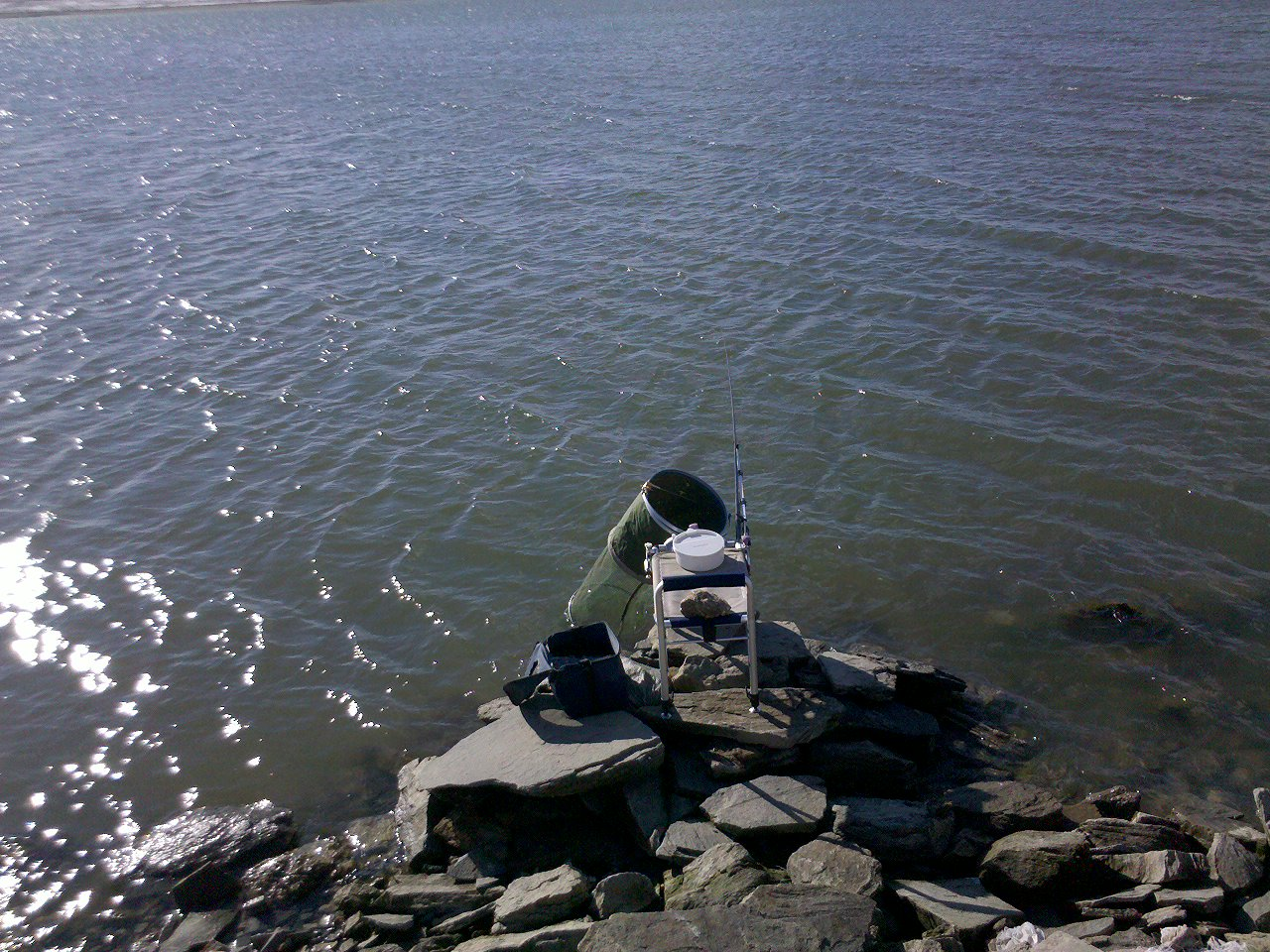
阿苇滩水库中的钓鱼迷
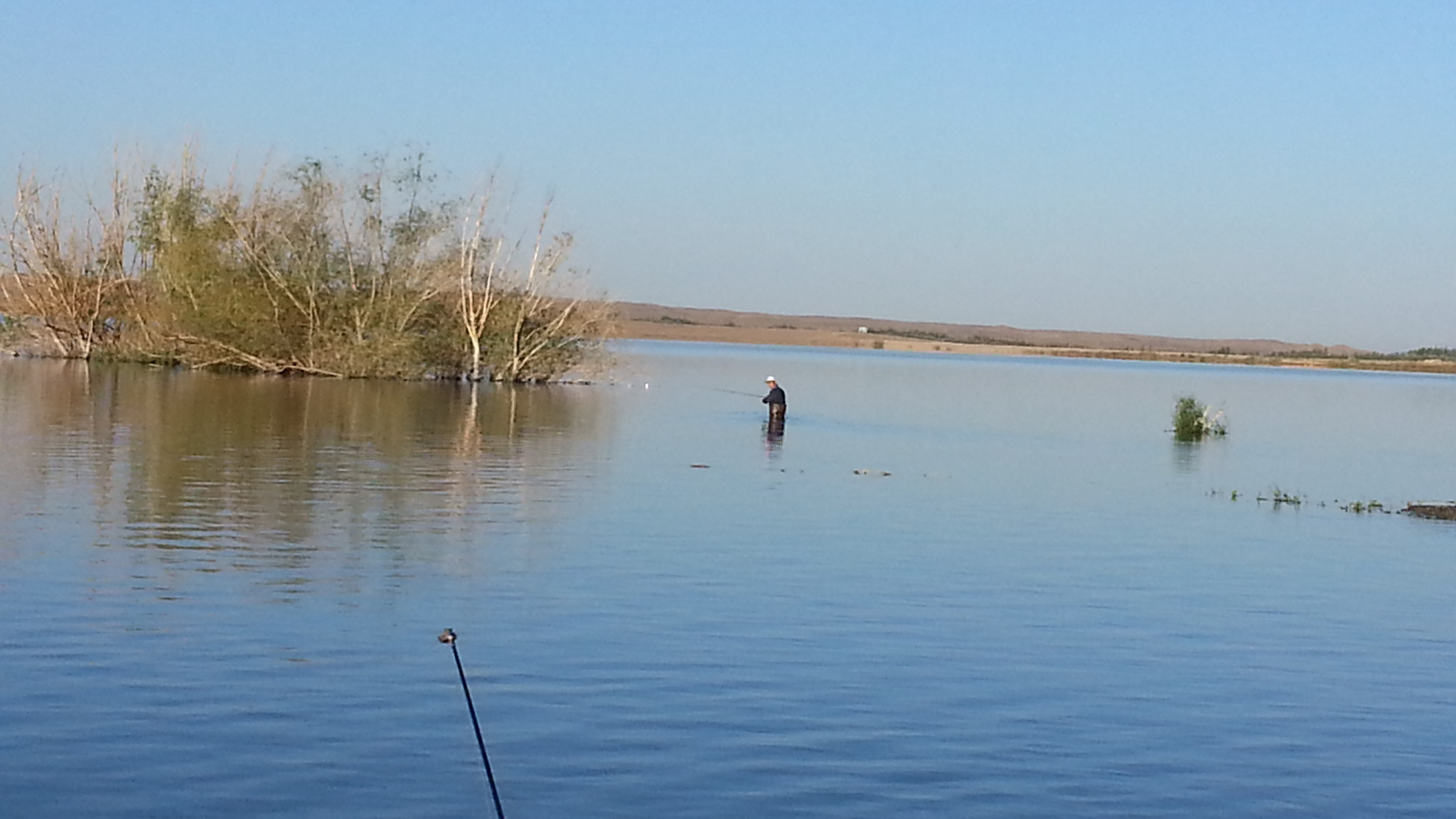
2014年6月7阿苇滩水库中的一个钓狗鱼的钓鱼迷